# Tragia ramosa
Tragia ramosa är en törelväxtart som beskrevs av John Torrey. Tragia ramosa ingår i släktet Tragia och familjen törelväxter. Inga underarter finns listade i Catalogue of Life.

## Bildgalleri

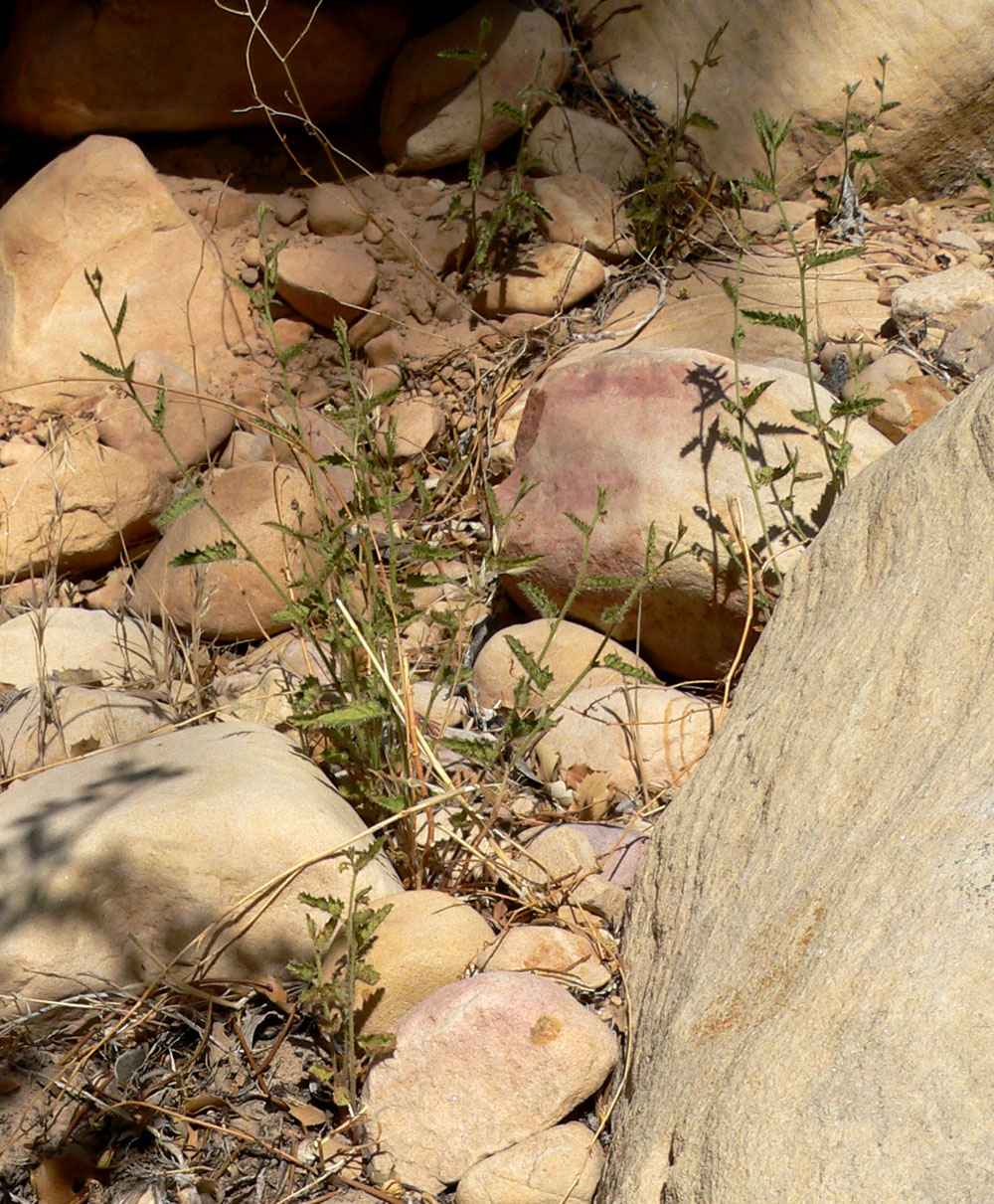
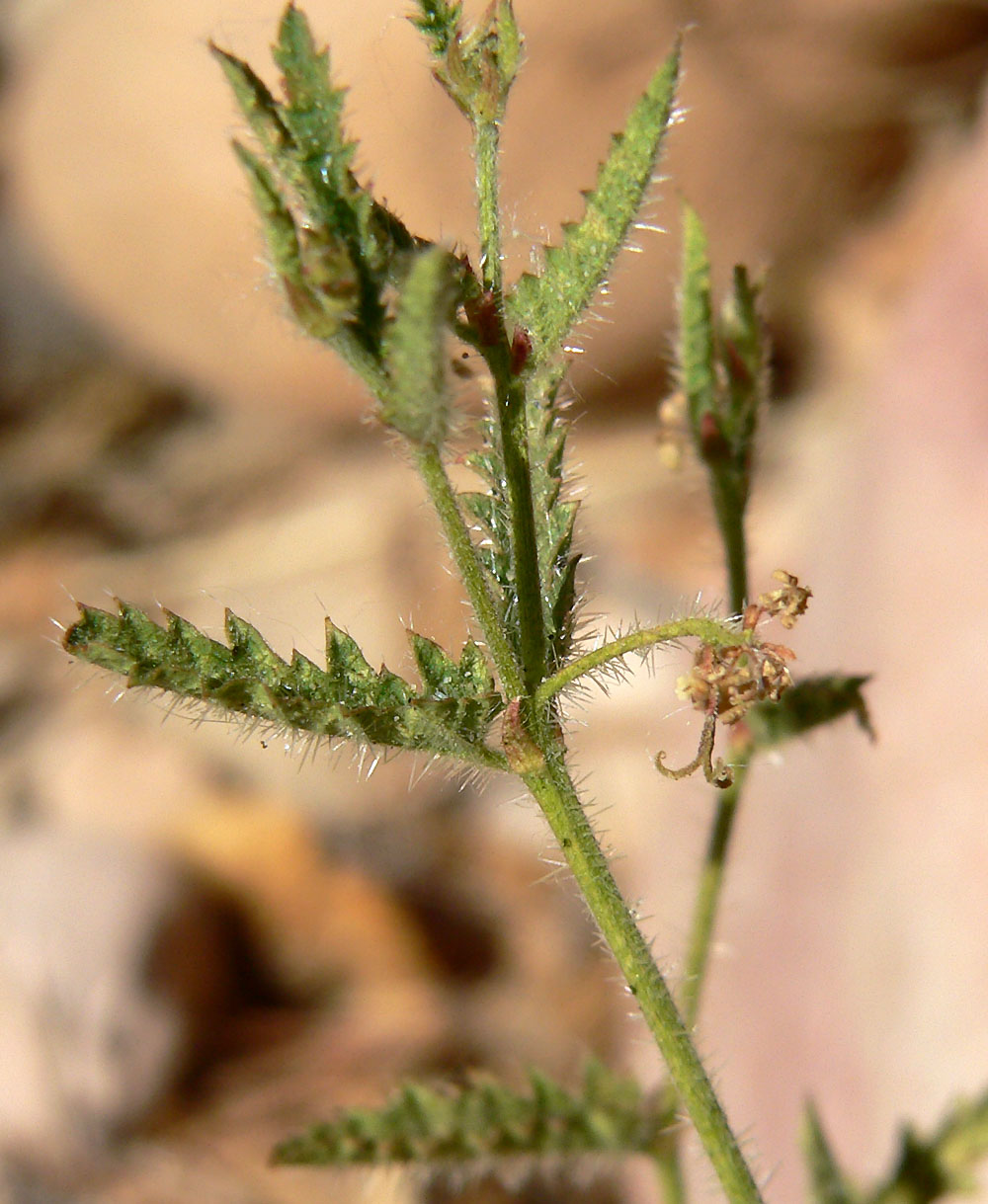
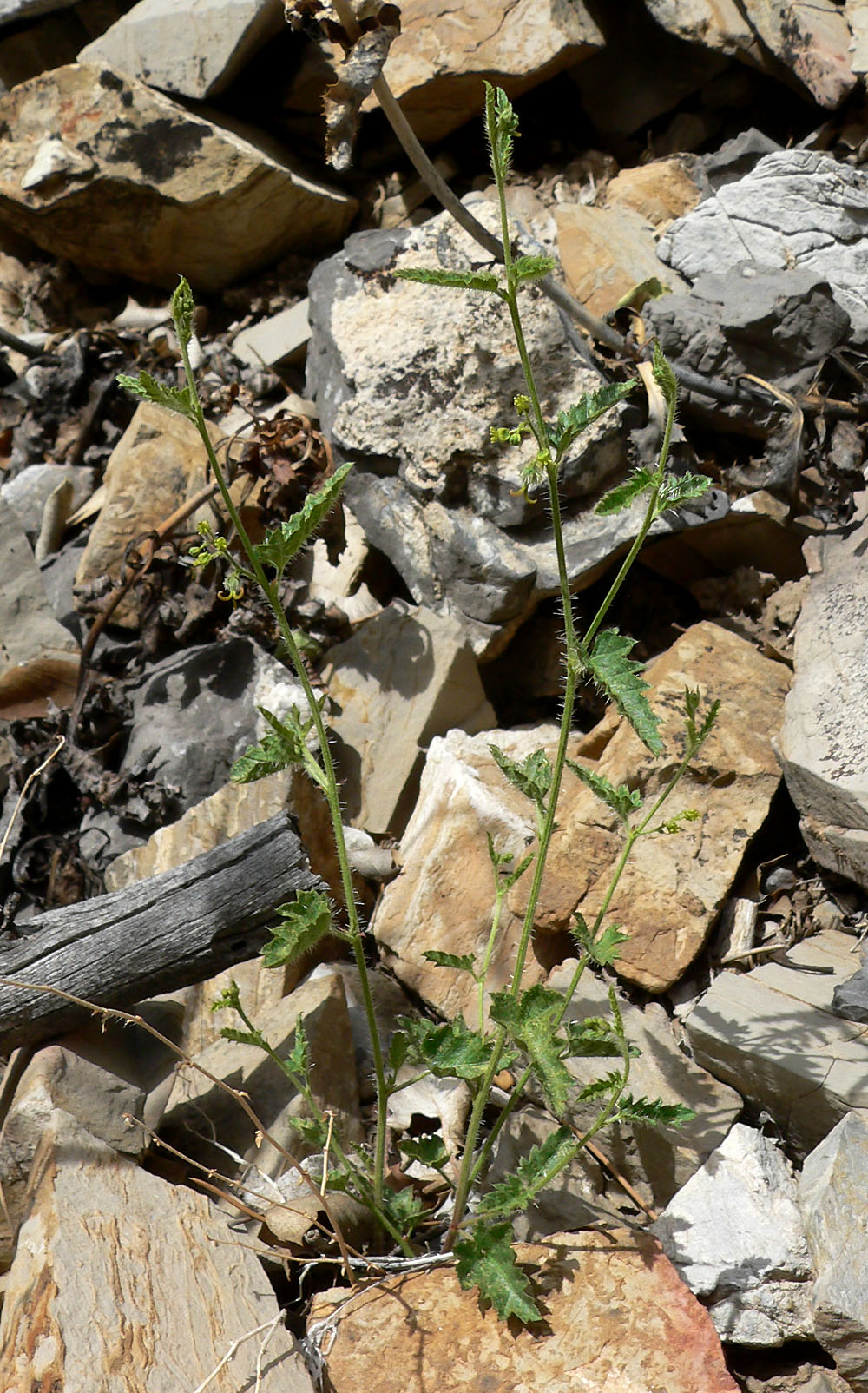
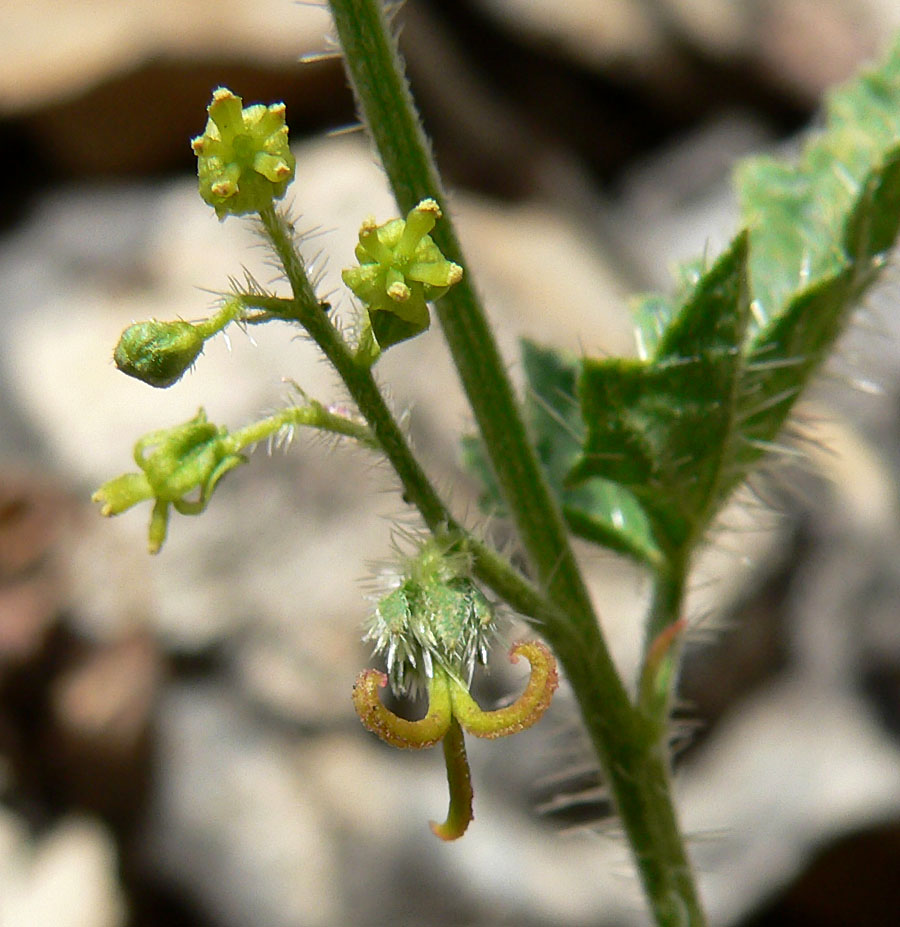
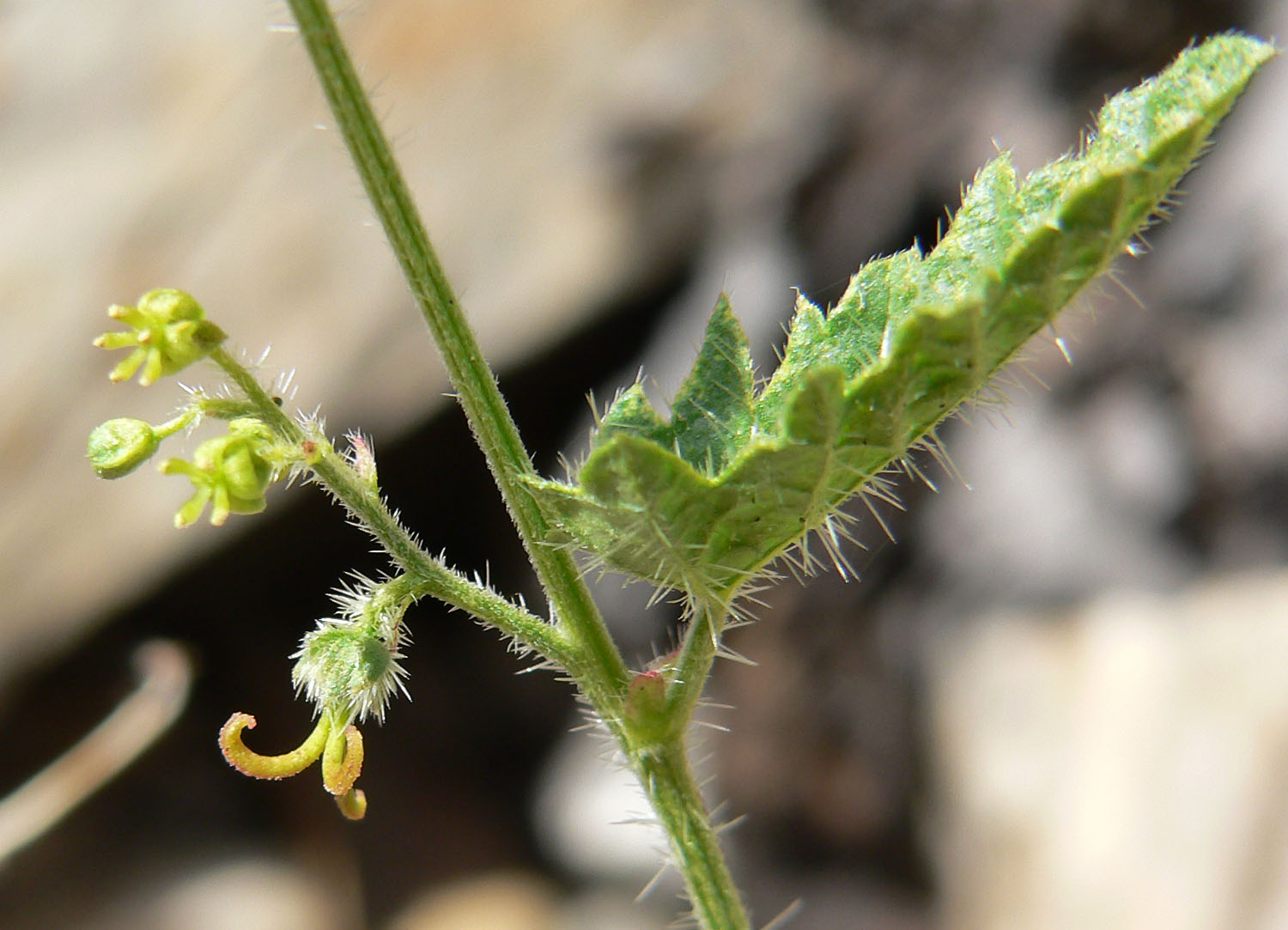
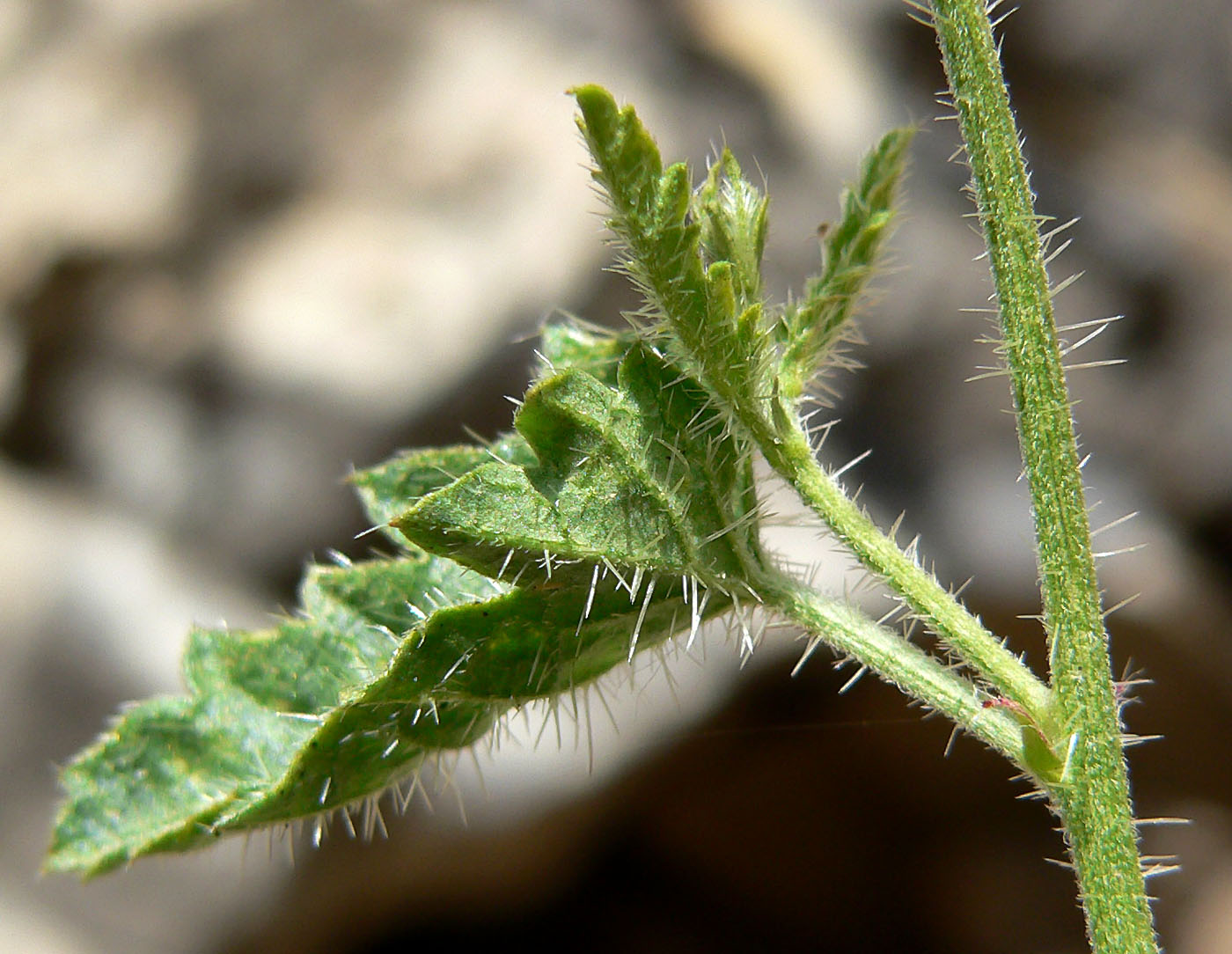